# Ytre Møkkalasset fyr
Ytre Møkkalasset fyr også kaldt Tvedestrand fyr, er et fyr på et skær mellem Kilsund og Kalvøysund i Arendal kommune i Agder fylke i Norge.
Fyret fungerede som lede-/indsejlingsfyr og blev oprettet i 1888 efter ønske fra Tverdalsøens Sømandsforening. Det var det første støbejernstårn i Aust-Agder.

## Det første anlæg
Fyret er et sjældent eksempel på et lavt støbejernstårn med marginale boligforhold. Det har et 15 meter højt støbejernstårn placeret på en 3 meter høj stensokkel. Der ble indrettet et lille køkken og to små rum, i stensoklen et kælderrum og en olietank, samt vandbeholder. På det lille skær var der ikke plads til nogen familiebolig, og fyrvogterboligen blev bygget i Brårvikkilen på Flostaøya. Fyret blev sat i drift 15. september 1888.
I 1945 blev tårnet skadet ved angreb af allierede fly. Tårnet og lygten blev repareret i 1946, men samtidig blev fyret automatiseret og affolket. Der blev installeret en fyrlygte med en acetylengasbrænder. Fyret blev slukket og nedlagt i 1986.

## Nutidens anlæg
I dag er fungerer Ytre Møkkalasset som dagsømærke. Siden 1986 er fyret forfaldet, med kun mindre vedligehold. Fyret blev fredet i 1997 efter lov om kulturminner.